# Placa (válvula termiônica)

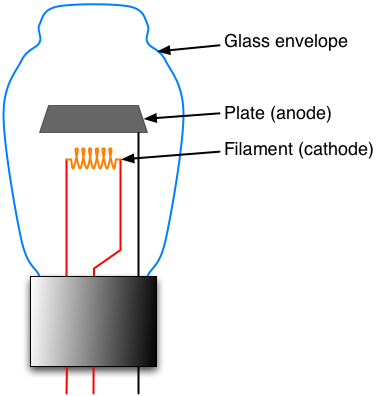
Díodo termiônico, observar que a Placa (Plate) é o Ânodo. Os elétrons desprendidos pelo efeito Édison se deslocam a partir do filamento aquecido (Cátodo)em direção à placa

Uma placa ou placa eletrônica, é um tipo de eletrodo que faz parte de um tubo de vácuo. Geralmente é feito de chapa metálica, conectada a um fio que passa através do invólucro de vidro do tubo até um terminal na base do tubo, onde está conectado ao circuito externo. A placa recebe um potencial positivo, e sua função é atrair e capturar os elétrons emitidos pelo cátodo. Embora, às vezes, seja uma placa plana, é mais frequentemente na forma de um cilindro ou de uma caixa aberta plana ao redor dos outros eletrodos.